# São José do Herval
Pour les articles homonymes, voir Herval (homonymie).
São José do Herval est une municipalité brésilienne située dans l'État du Rio Grande do Sul.